# Ipoteza simulării

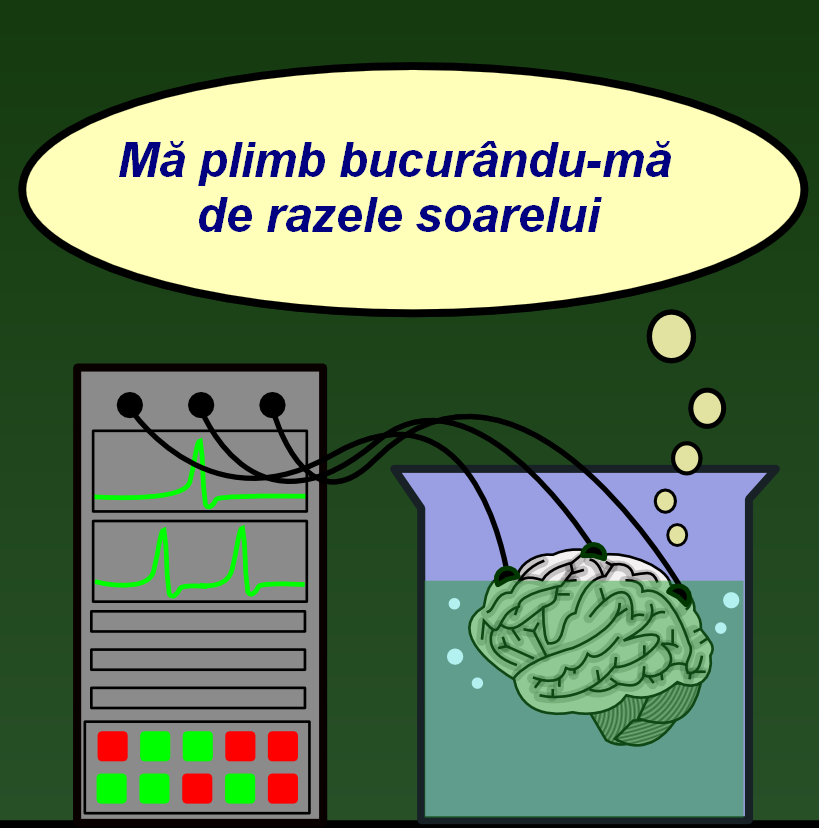

Ipoteza simulării sau argumentul simulării este o ipoteză care spune că realitatea înconjurătoare este de fapt o simulare.

## Ipoteza lui Nick Bostrom
Nick Bostrom susține că cel puțin una dintre următoarele afirmații este foarte probabil să fie adevărată:
1. Nicio civilizație nu va ajunge la un nivel de maturitate tehnologică care să-i permită să producă realități simulate.
2. Nicio civilizație care va ajunge la statutul tehnologic de mai sus nu va produce un număr semnificativ de realități simulate, pentru oricare dintr-o serie de motive, cum ar fi folosirea puterii de procesare pentru alte sarcini, considerații etice privind entitățile ținute captive în realitățile simulate, etc
3. Orice entități care posedă setul nostru general de experiențe aproape sigur trăiesc într-o simulare. Cu alte cuvinte noi înșine trăim aproape sigur într-o astfel de simulare.

În continuare este prezentată o ecuație care este folosită pentru a cuantifica aceste trei afirmații:
{\displaystyle f_{\text{sim}}={\frac {f_{\text{p}}NH}{(f_{\text{p}}NH)+H}}}
unde:
{\displaystyle f_{\text{p}}} este porțiunea care identifică toate civilizațiile umane care vor ajunge la capacitatea tehnologică necesară realizării programului de simulare a realității.
{\displaystyle N} este numărul mediu de strămoșilor-simulați care au fost rulați în program de civilizațiile menționate anterior prin {\displaystyle f_{\text{p}}}.
H este numărul mediu de persoane care au trăit într-o civilizație înainte ca aceasta să fie capabilă să realizeze simularea realității.
{\displaystyle f_{\text{sim}}} indică numărul total al oamenilor care trăiesc în realități virtuale.
Deoarece {\displaystyle H} va avea o valoare mare, cel puțin una din cele trei aproximări va fi adevărată:
{\displaystyle f_{\text{p}}\approx 0}
{\displaystyle N\approx 0}
{\displaystyle f_{\text{sim}}\approx 1}
Este important să se țină cont de faptul că argumentele aduse de Bostrom în favoarea realități virtuale probabile în care trăim nu implică în mod necesar că există conștiința ființelor vii că sunt parte din presupusa "iluzie".

## În cultura populară
Posibil ca prima scriere în care se face referire la ipoteza simulării este romanul din 1959 Timpul dezarticulat de Philip K. Dick. Un alt roman este Simulacron-3 (1964) de Daniel F. Galouye (alt titlu: Counterfeit World).

## Vezi și
- Realitate simulată
- Ipoteza planetariului
- Creier Boltzmann